# Affare Elza Niego

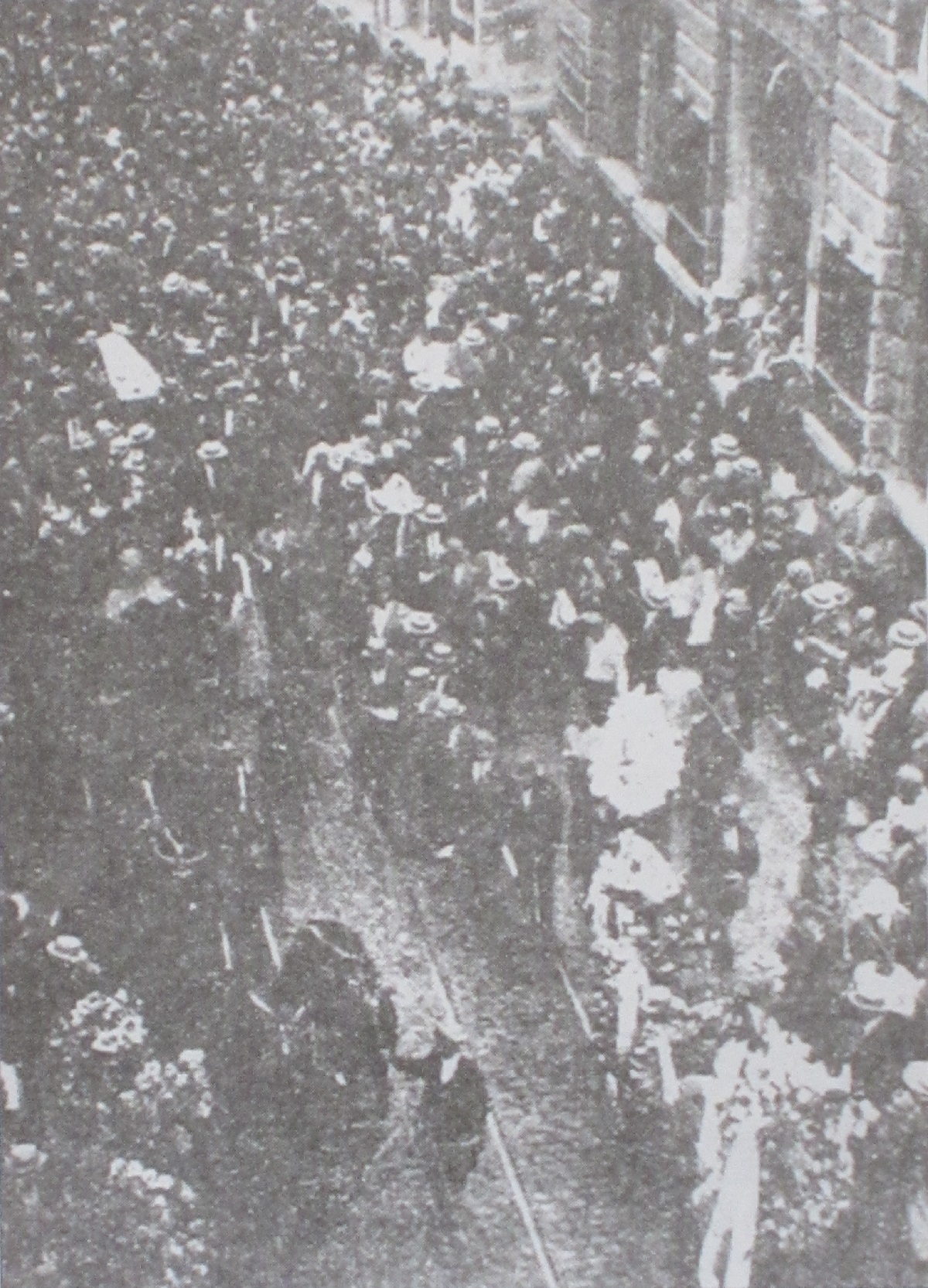
Marcia funebre di Elza Niego

L'omicidio nel 1927 in Turchia di una donna ebrea di nome Elza Niego da parte di un funzionario turco scatenò una manifestazione antigovernativa al suo funerale che le autorità considerarono come criminale. Il governo turco affermò che gli slogan utilizzati nelle manifestazioni erano contro la turchicità. A seguito della manifestazione, furono arrestati dieci manifestanti ebrei, che vennero rilasciati dopo trenta giorni.

## Omicidio

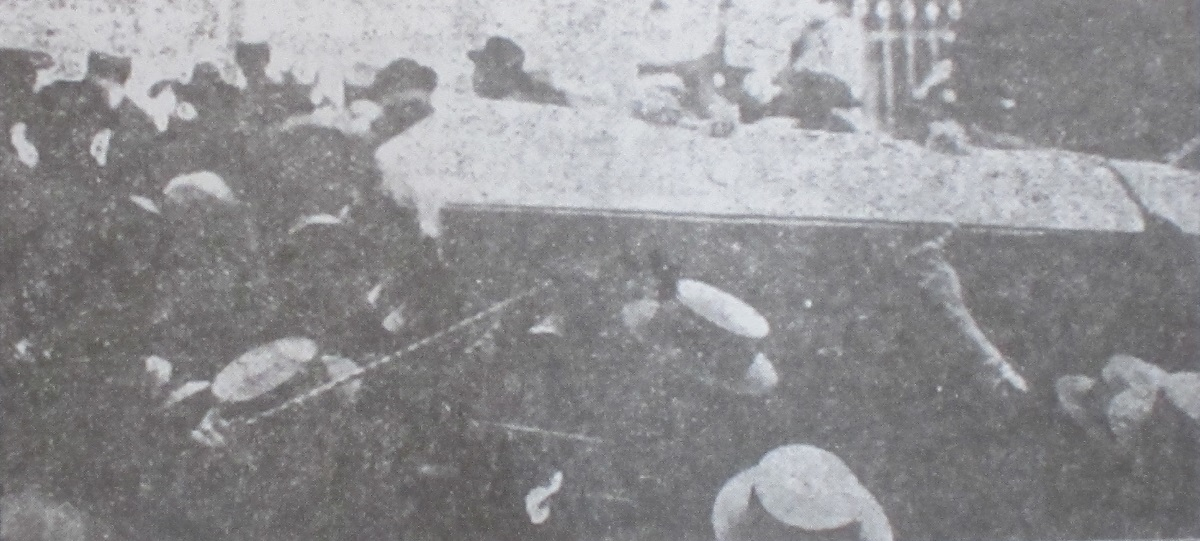
Persone in lutto che trasportano la bara di Elza Niego

Elza Niego (22) era una dattilografa della Compagnia Nazionale di Assicurazione della Turchia. Durante una vacanza all'isola di Heybeli, un funzionario turco musulmano Osman Bey si innamorò di lei. Osman Bey, che aveva 30 anni più di Elza, avrebbe seguito Elza in giro per l'isola. Disperata, Elza Niego interruppe le vacanze e tornò a casa. Elza Niego alla fine si fidanzò con un collega ebreo. Osman Bey, infuriato per il fidanzamento, inseguì Elza Niego e la pugnalò a morte con un coltello.

## Conseguenze
Durante il funerale si svolse una manifestazione contro il governo turco. Essa causò una reazione antisemita nella stampa turca. Nove manifestanti furono immediatamente arrestati con l'accusa di offesa alla "turchicità", ma assolti dalle accuse in un primo processo. Più tardi, fu avviato un secondo processo contro nove ebrei, con un testimone individuale russo per omicidio. Gli imputati furono arrestati. Quattro di loro furono condannati per il reato specifico di "oltraggio alla turchicità".
La stampa turca si scatenò, fomentando l'odio razziale, invitando tutti i turchi a interrompere tutti i rapporti commerciali con gli ebrei. A Smirne furono in corso proteste antiebraiche che portarono il governo turco a chiudere le scuole ebraiche, vietare i giornali ebraici, sciogliere il rabbinato e considerare l'espulsione dalla Turchia di tutti gli ebrei che non prestavano il servizio militare. Un decreto impose al momento agli ebrei di ottenere un permesso speciale per spostarsi all'interno della Turchia, come già accadeva per greci e armeni.
Di fronte alle proteste internazionali, l'ambasciatore turco a Vienna fu costretto a emettere un comunicato stampa che negava l'esistenza dell'antisemitismo in Turchia. Insinuava che le notizie che circolavano erano promosse dai nemici della Turchia, probabilmente i greci, che intendevano sfruttare una semplice faccenda di polizia per trasformarla in una questione razziale e internazionale.
L'assassino, nel frattempo, sfuggì al processo e viene ricoverato in un ospedale psichiatrico. Dieci anni dopo, egli stesso fu assassinato da un altro paziente dell'ospedale.

## Valutazione
Berna Pekesen annovera le rivolte tra i più importanti fenomeni antiebraici in Turchia negli anni '20. Avner Levi la valuta come il risultato di una campagna antiebraica durata cinque anni. Efrat Aviv attribuisce gli eventi al fatto che l'agitazione della stampa fu prontamente accolta, specialmente tra la giovane classe istruita che aveva già assorbito idee antisemite.